# Radical 63
Le radical 63 (prend les formes 戶, 户 ou 戸), qui signifie porte ou maison, est un des 35 des 214 radicaux chinois répertoriés dans le dictionnaire de Kangxi composés de quatre traits.
Le caractère Unicode de 戶 est 6236.

## Caractères avec le radical 63
| nombre de traits          | caractères  |
| ------------------------- | ----------- |
| Sans trait supplémentaire | 戶 户 戸    |
| 1 traits supplémentaires  | 戹          |
| 3 traits supplémentaires  | 戺 戻 戼    |
| 4 traits supplémentaires  | 戽 戾 房 所 |
| 5 traits supplémentaires  | 扁 扂 扃    |
| 6 traits supplémentaires  | 扄 扅 扆 扇 |
| 7 traits supplémentaires  | 扈          |
| 8 traits supplémentaires  | 扉 扊       |